# Szabó Bence (énekes)
Szabó Bence (2005. január 27. Hatvan) magyar énekes.

## Életrajz
A zagyvaszántói fiatal tenor Szabó Bence már négy éves kora óta zene óvodába, majd zeneiskolába járt. Hatvanban a Kocsis Albert Alapfokú Művészeti Iskolában, először Pálos Oszvaldné, később Köles Éva énektanárok tanították neki a népi énekeket. Minden évben énekversenyeken vett részt, akkor ismerhette meg a színpad varázsát. Mindig nagy boldogság volt számára, amikor egy-egy verseny után első helyezéssel tért haza.
2017-2018 között a Magyar Állami Operaház Gyermekkórusának tagja volt egészen hangja mutaálásáig. Egy év pihenő után 2019-ben hatvani zeneiskolában klasszikus magánének szakon azonban folytatta tanulmányait Szabó Krisztina énekművész növendékeként. Ugyanebben az évben a  II. Keönch Boldizsár Énekversenyen  első helyezést ért el.  
2020 óta  a Liszt Ferenc Zeneművészeti Egyetem Bartók Béla Zeneművészeti Gyakorló Szakgimnázium tanulója, ahol énektanára Szabó Magdolna, korrepetitora pedig Baja Mónika. A VIII. Országos Szakgimnáziumi Énekversenyre már együtt készültek fel, ahol az első korcsoportban, I. helyezést értek el.

## Tehetségkutatók és zenei karrier
Bence zenei pályafutása három éves korában kezdődött, amikor édesanyja zeneóvodába írta be. Tizenegy évesen megnyerte a Kismenők tehetségkutatót, majd részt vett több más műsorban is, mint például A Sztárban Sztár + egy kicsi, The Voice, és legutóbb az X-Faktor. 
A The Voice-ból való kiesése után nehezen találta meg önbizalmát, de Miklósa Erika mentorálásával újra visszatért a zenéhez. 2024 szeptemberétől a KvintEsszencia Mesteriskolának tagja, aminek a PTE művészeti kara ad otthont. 2024-ben az X-Faktor 12. évadában mutatta meg tehetséget, ahol az élő műsor 3. adásáig jutott.

## Szinkron
Coco (film, 2017): Miguel Rivera magyar beszéd és énekhangja.

## Versenyek és Tehetségkutatók

### Versenyek
- II. Keönch Boldizsár Énekversenyen 2019 (I. helyezés)
- VIII Országos Szakgimnáziumi Énekverseny 2021. február 12-13. (I. helyezés)
- XII. JÓZSEF SIMÁNDY INTERNATIONAL SINGING COMPETITION 2024 Junius 6. ( II. helyezés)[4]

### Televíziós szereplések
- Kismenők TV2 2016 ( I. helyezés) [5]
- Sztárban sztár +1 kicsi I. évad 2016-2017 (Show Műsor)
- Virtózok 2021 (Komoly zenei vetélkedő) [6] (Közönségdíjas) [7]
- The Voice   2023
- X Faktor tizenkettedik évad 2024

#### Videók:
- Fényév távolság (Kismenők)[8]
- Árva fiú (Kismenők) [9]
- Francesco Paolo Tosti: Szerenád (Virtózok)[10]
- Bixio: Mamma [11]
- A szabadság vándorai[12]
- Szállok a dallal[13]
- Reptér (The Voice )[14]
- Vágyom egy nő után Mosoly országa Musicel (The Voice)[15]
- Horváth Ibolya & Szabó Bence: Hallelujah (The Voice)(Leonard Cohen) [16]